# Урта-Навуметан
Урта-Навуметан (узб. Oʻrta Novmetan / Ўрта Новметан, на топографической карте Генерального штаба состоянием местности на 1984 год подписан Навуметан) — посёлок городского типа, расположенный на территории Бухарского района Бухарской области Республики Узбекистан.
Статус посёлка городского типа с 2009 года.
Соседствует с селом Уба на севере и селом Кумрабат на юге. Все три поселения находятся на трассе, ведущей в центр Бухары.
В 1984 году население составляло 2700 человек.